# Sporting Club Santacruzense

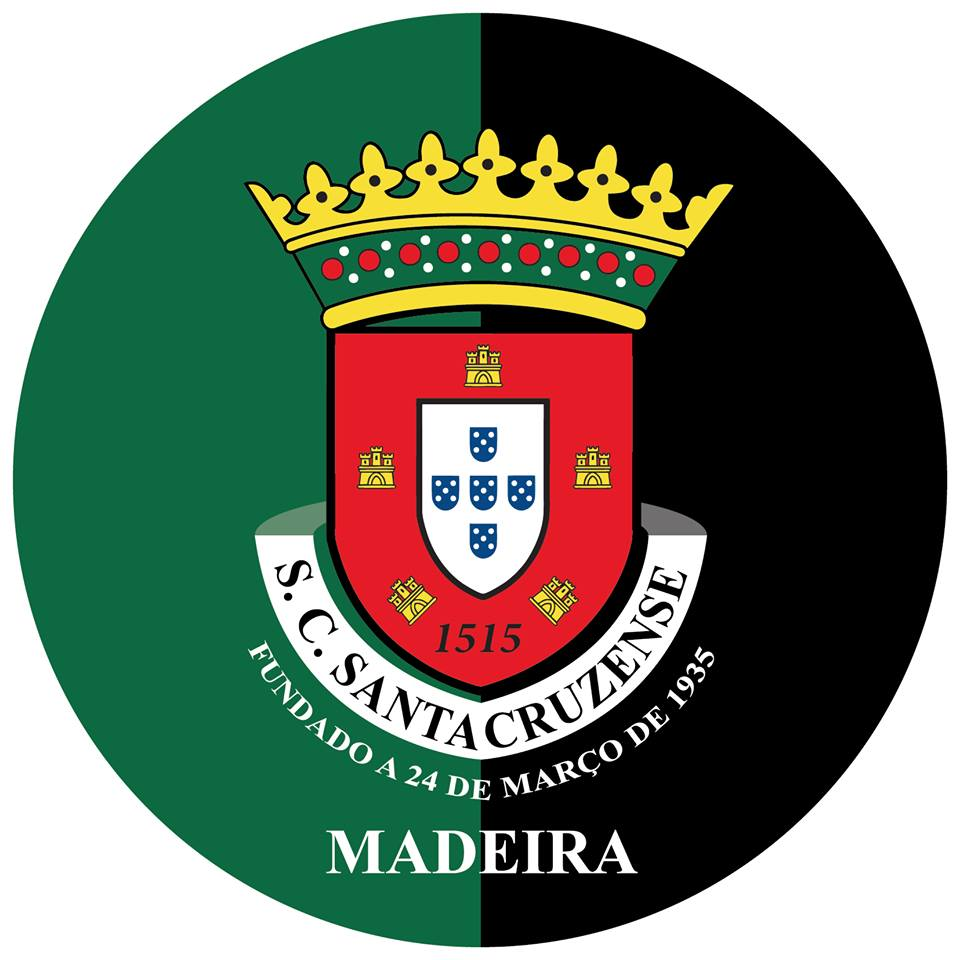

Sporting Club Santacruzense também conhecido como Santacruzense é um clube madeirense que atua no campeonato regional Madeira. 
É um clube de Santa Cruz, na Ilha da Madeira, Região Autónoma da Madeira, Portugal. Foi fundado a 24 de Março de 1935.
No seu histórico conta com 7 títulos da 1ªDivisão da AF Madeira de futebol sénior e também dois títulos na formação ao nível de futebol de 11. 
O presidente actual é Saturnino Sousa, que foi eleito a 12 de setembro de 2023 para um mandato de 3 anos.
O atleta paralímpico Francisco Reis, campeão europeu de boccia em 2022, pertence a este clube.
A atleta campeã mundial de patinagem artística Madalena Costa representa o Santacruzense.

## Estádio
Durante muitos anos o Santacruzense utilizou o Campo Municipal de Santa Cruz, palco das suas principais conquistas e que surgiu num terreno adquirido pela Câmara Municipal em 1937, mas com a construção naquele espaço de uma unidade hoteleira, a partir de 15 de janeiro de 2005 passou a utilizar o Complexo Desportivo Braulio França, no concelho de Santa Cruz, com capacidade para 2800 pessoas.

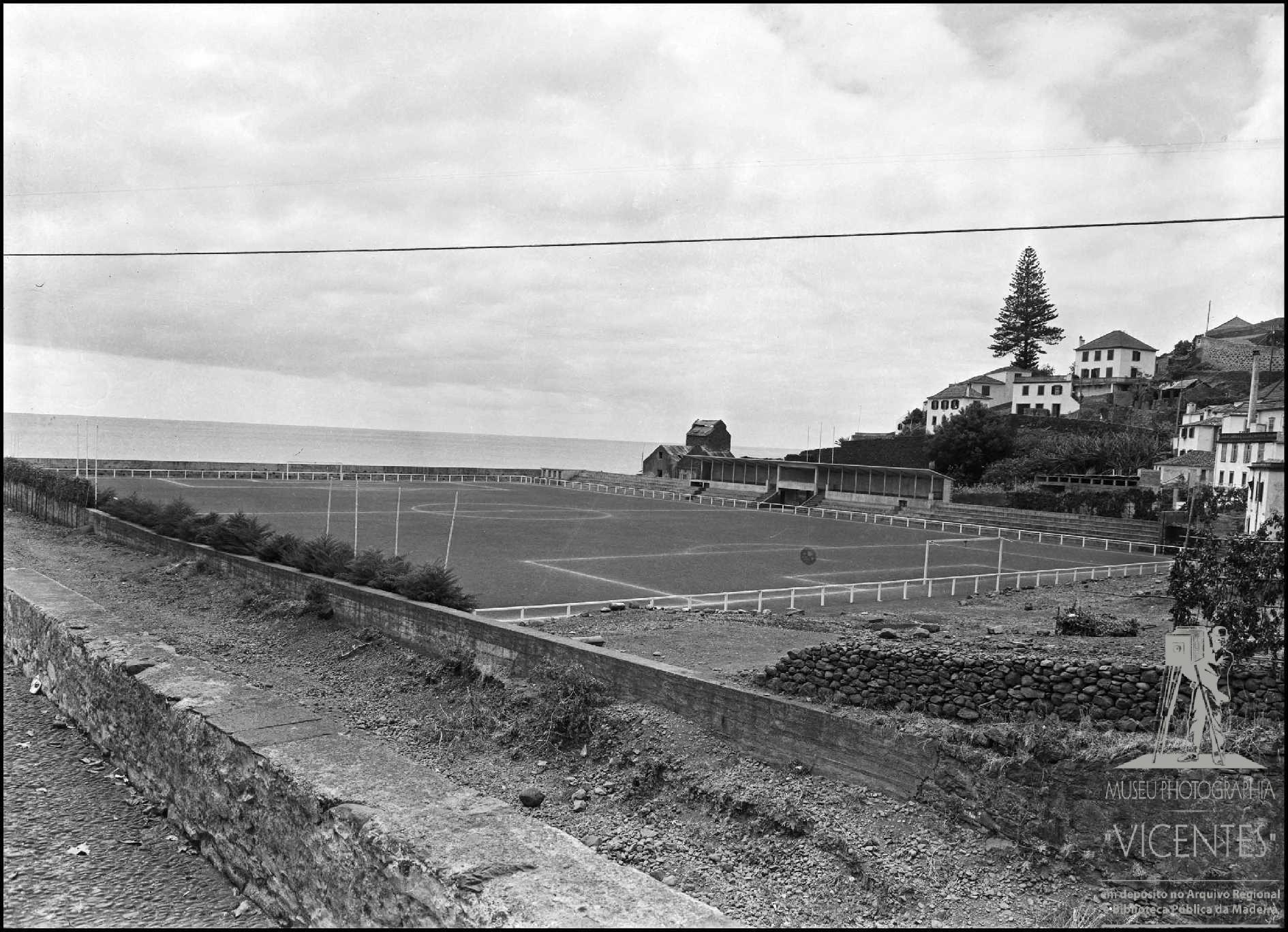
Campo Santa Cruz

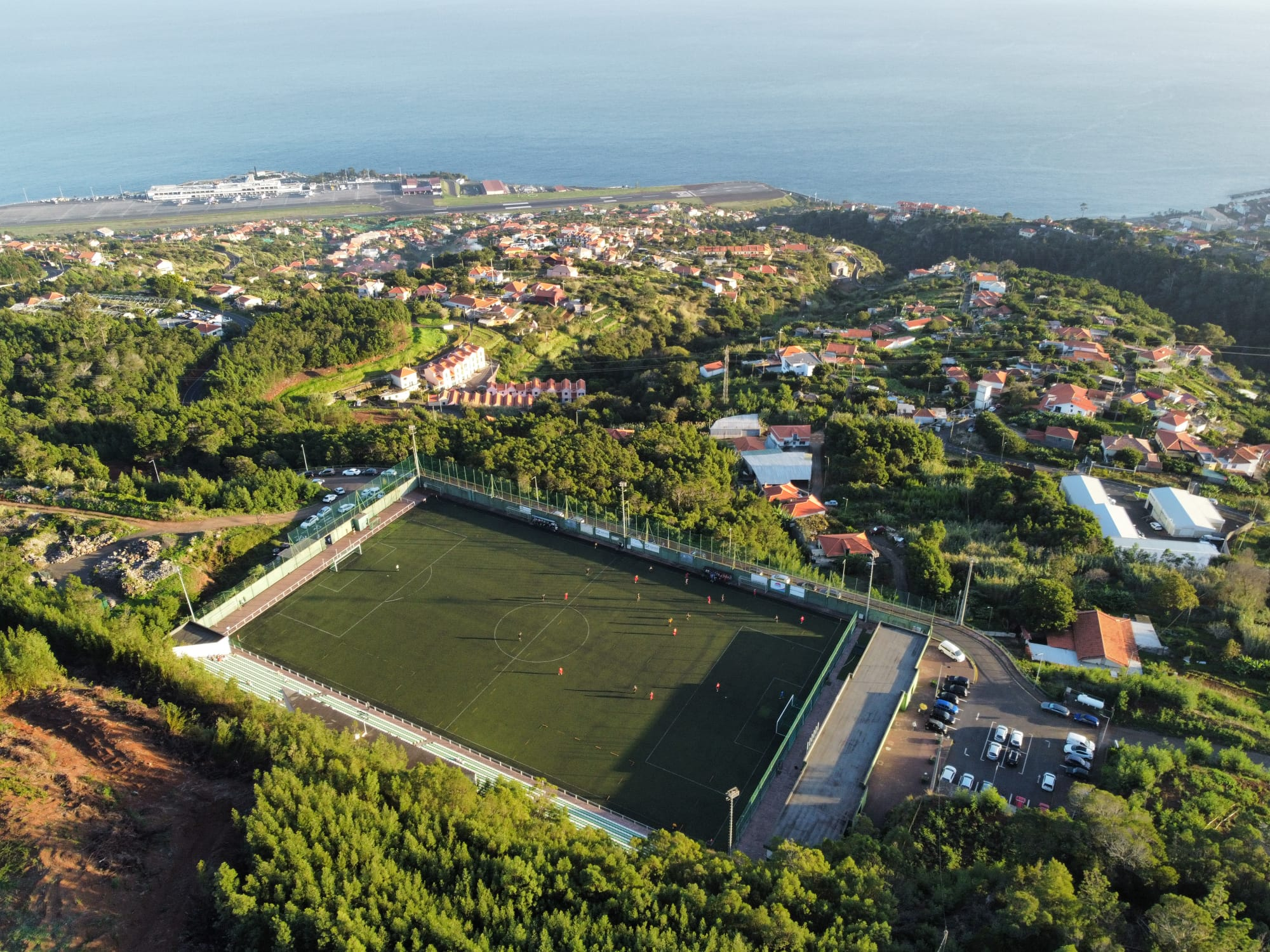
Complexo Desportivo Braulio França